# Comarca Metropolitana de Jaén
Die Comarca Metropolitana de Jaén ist eine der 10 Comarcas der spanischen Provinz Jaén, in deren zentralem Westen sie liegt. Sie wurde, wie alle Comarcas in der Autonomen Gemeinschaft Andalusien, mit Wirkung vom 28. März 2003 eingerichtet.
Die Comarca besteht aus 16 Gemeinden auf einer Fläche von 1.762,03 km².

## Lage
| Campiña de Jaén | Sierra Morena                               | La Loma       |
| Provinz Córdoba | Kompassrose, die auf Nachbargemeinden zeigt | Sierra Mágina |
|                 | Sierra Sur                                  |               |

## Gemeinden
| Gemeinde                      | Einwohner (2024) | Fläche km² | Dichte Einw./km² | Cod INE | Postleitzahl  |
| ----------------------------- | ---------------- | ---------- | ---------------- | ------- | ------------- |
| Fuensanta de Martos           | 2.990            | 54,04      | 55               | 23034   | 23610         |
| Fuerte del Rey                | 1.342            | 35,09      | 38               | 23035   | 23180         |
| La Guardia de Jaén            | 5.218            | 38,43      | 136              | 23038   | 23170         |
| Higuera de Calatrava          | 591              | 38,74      | 15               | 23041   | 23611         |
| Jaén                          | 112.074          | 424,30     | 264              | 23050   | 23001 – 23009 |
| Jamilena                      | 3.298            | 8,99       | 367              | 23051   | 23658         |
| Mancha Real                   | 11.385           | 97,70      | 117              | 23058   | 23100         |
| Martos                        | 24.452           | 261,10     | 94               | 23060   | 23600         |
| Mengíbar                      | 10.011           | 62,34      | 161              | 23061   | 23620         |
| Porcuna                       | 5.907            | 175,57     | 34               | 23069   | 23790         |
| Santiago de Calatrava         | 657              | 47,09      | 14               | 23077   | 23612         |
| Torredelcampo                 | 13.944           | 182,08     | 77               | 23086   | 23640         |
| Torredonjimeno                | 13.261           | 157,78     | 84               | 23087   | 23650         |
| Villardompardo                | 921              | 17,47      | 53               | 23098   | 23659         |
| Los Villares                  | 6.079            | 88,63      | 69               | 23099   | 23160         |
| Villatorres                   | 4.267            | 72,68      | 59               | 23903   | 23630         |
| Comarca Metropolitana de Jaén | 216.397          | 1.762,03   | 123              | –       | –             |

## Nachweise
1. ↑  Instituto Nacional de Estadística Municipal Register of Spain
2. ↑  Orden de 14 de marzo de 2003, por la que se aprueba el mapa de comarcas de Andalucía a efectos de la planificación de la oferta turística y deportiva, Boletín Oficial de la Junta de Andalucía (Amtsblatt der Regierung von Andalusien), Nr. 59 vom 27. März 2003, S. 6248